# Spiranthes hachijoensis
Spiranthes hachijoensis — вид квіткових рослин родини зозулинцевих (Orchidaceae).

## Діагностика
Spiranthes hachijoensis морфологічно найбільш схожий на S. hongkongensis, але його можна відрізнити за голими листковими хребтами, зав'язями та чашолистками.

## Поширення
Японія (район Кюсю [Кагосіма та Міядзакі], район Сікоку [Кочі], район Тюбу [Айчі та Гіфу] та район Канто [Токіо, Тіба та Ібаракі]). Примітно, що S. hachijoensis поширений більш північно, ніж його передбачуваний ауткросинговий вид S. sinensis.

## Опис
Рослини 8–25 см заввишки. Листя 2–6, прикореневі, утворюють розетку, прямовисні та розпростерті, вузько-ланцетні, 19–85 × 4–9 мм, верхівка гостра до загостреної. Суцвіття прямовисне, верхнє, 8–25 см. Квітка горизонтальна чи поникла, слабо розкривається. Дорсальний чашолисток цілком білий або рожево-фіолетовий з базальною білою частиною, вузькотрикутний, 3,2–4,3 мм завдовжки, 0,9–1,6 мм завширшки, голий, верхівка тупа або рідше загострена, зрощена з пелюстками. Бічні чашолистки цілком білі або рожево-фіолетові з базальною білою частиною, від вузькотрикутних до ланцетних, злегка навскіс приблизно на половині довжини, 3,7–4,2 мм завдовжки, 0,7–1,6 мм завширшки, голі, верхівка тупа або загострена. Пелюстки цілком білі або рожево-фіолетові з білою прикореневою частиною, від лінійних до зворотноланцетних, іноді трохи скошені приблизно на половині довжини, 3,1–3,5 мм завдовжки, 0,7–0,9 мм завширшки, голі, верхівка округла. Плід еліпсоїдно-оберненояйцеподібний, 4,3-7,7 мм завдовжки, 2,0-3,0 мм завширшки, голий. Насінина завдовжки ≈ 0,6 мм. 